# Mark Neveldine
Mark Neveldine (Watertown, Nueva York, Estados Unidos, 11 de mayo de 1973) es un director de cine, productor, guionista y operador de cámara estadounidense. Es conocido por colaborar frecuentemente con Brian Taylor como Neveldine/Taylor.

## Filmografía
| Año  | Título                            | Notas                                    |
| ---- | --------------------------------- | ---------------------------------------- |
| 2006 | Crank                             | Director, guionista, operador de cámara  |
| 2008 | Pathology                         | Productor, guionista, operador de cámara |
| 2009 | Crank: High Voltage               | Director, guionista                      |
| 2009 | Gamer                             | Director, guionista                      |
| 2010 | Jonah Hex                         | Guionista                                |
| 2012 | Ghost Rider: Espíritu de Venganza | Director                                 |
| 2015 | Exorcismo en el Vaticano          | Director                                 |